# Heidenheim an der Brenz
Heidenheim an der Brenz település Németországban, azon belül Baden-Württembergben. Lakosainak száma 49 895 fő (2023. december 31.).

### Városrészei
A következő településeket beolvasztattak Heidenheimbe:
- Schnaitheim (ide tartozik Aufhausen és Mittelrain)
- Mergelstetten (ide tartozik Reutenen)
- Oggenhausen (ide tartozik Heuhof)
- Großkuchen (ide tartozik Kleinkuchen, Nietheim és Rotensohl)

## Népesség
A település népessége az elmúlt években az alábbi módon változott:
| Lakosok száma | 800  | 10 510 | 51 497 | 51 691 | 48 470 | 47 753 | 52 527 | 49 996 | 46 137 | 49 895 |
|               | 1600 | 1900   | 1962   | 1971   | 1979   | 1987   | 1995   | 2004   | 2012   | 2023   |